# Finneidfjord
Finneidfjord est une localité du comté de Nordland, en Norvège.

## Géographie
Administrativement, Finneidfjord fait partie de la kommune de Hemnes.